# Kleinbahnabteilung Provinzialverband Sachsen 541
Die normalspurige Tenderlokomotive Provinzialverband Sachsen 541 war eine Dampflokomotive für den gemischten Betrieb und wurde von Henschel in Kassel 1925 für die Kleinbahn Friedeberg-Alt Libbehne gebaut. Sie wurde 1928 von der Gardelegen-Haldensleben-Weferlinger Eisenbahn übernommen und trug dort die Bezeichnung 541 nach der Nummerierung der Kleinbahnabteilung des Provinzialverbandes Sachsen. Nach 1945 gelangte sie zur Deutschen Reichsbahn und wurde als 92 6581 bezeichnet. Die Lokomotive wurde 1967 ausgemustert und verschrottet.

## Geschichte

### Vorkriegszeit
Die Lokomotive wurde von Henschel unter der Fabriknummer 20589 für die Kleinbahn Friedeberg-Alt Libbehne gebaut. Sie sollte dort die Betriebsnummer 2 tragen (Angabe laut Firmenkatalog von Henschel 1936). Es nicht belegt, ob sie dort eingesetzt wurde.
Ab 1928 war sie bei der Gardelegen-Haldensleben-Weferlinger Eisenbahn und trug dort die Bezeichnung 541. Möglicherweise war sie auch auf anderen Strecken der Kleinbahnabteilung des Provinzialverbandes Sachsen eingesetzt. Nach dem Zweiten Weltkrieg war sie bei der Gardelegen-Haldensleben-Weferlinger Eisenbahn.

### Deutsche Reichsbahn 92 6581
Die Lokomotive wurde von der Deutschen Reichsbahn als Gattung Gt 44.15 und unter der Bezeichnung 92 6581 übernommen. Eigengtlich hätte die Lokomotive mit ihrer tatsächlichen Achslast von 12,5 t in die Gattung Gt 44.13 und damit die Baureihe 92.63 eingereiht werden müssen.
Die 92 6581 war bis 1953 im Bahnbetriebswerk Oschersleben beheimatet und wurde dann nach Blankenburg abgegeben. Hier führte die Lok die verschiedensten Aufgaben bis zum schweren Güterzugdienst durch. Abgestellt wurde die Lok 1963, ausgemustert erst 1967 und im selben Jahr in Halle verschrottet.

## Konstruktion
Die Lokomotive gehörte zu einem der von Henschel genormten Werktypen. Es ist nur die eine gefertigte Lokomotive bekannt.
Die Räder waren mit einem Achsstand von 4.000 mm ungleichmäßig im Blechrahmen gelagert. Der feste Radstand betrug 2.700 mm, da die hintere Achse im Rahmen beweglich geführt war. Treibradsatz war der dritte Radsatz. Der Kreuzkopf war einschienig geführt. Die Heusinger-Steuerung der Zylinder besaß Regelkolbenschieber und war mit einem Druckausgleich versehen.
Der Kessel lag frei über dem Rahmen. In der Langkesselmitte saß der Dampfdom. Der Stehkessel hatte eine Feuerbüchse aus Kupfer, auf dem Scheitel saß ein Sicherheitsventil der Bauart Ramsbotton. Die Lokomotive besaß einen relativ kleinen Überhitzer mit 25 m². Ausführung und Ausrüstung der Rauchkammer entsprach preußischen Normen. Gespeist wurde der Kessel von zwei Strahlpumpen. Das Führerhaus hatte einen quer zur Fahrtrichtung angeordneten Lüftungsaufsatz.
Der Kohlekasten war hinter dem Führerstand angeordnet und wurde von der Deutschen Reichsbahn mit einem Aufsatz für die Braunkohlefeuerung versehen. Die Lokomotive war mit einer indirekten Bremse von Knorr ausgerüstet. Abgebremst wurden der erst bis dritte Radsatz. Der vierte, beweglich Radsatz wurde nicht abgebremst. Die erforderliche Druckluft wurde von einer zweistufigen Luftpumpe erzeugt, die auf der rechten Seite hinter der Rauchkammer angeordnet war. Gesandet wurde der zweite Radsatz bei der Vorwärtsfahrt und der dritte Radsatz bei der Rückwärtsfahrt. Als Signaleinrichtung waren ein Läutewerk Bauart Latowski sowie eine Dampfpfeife vorhanden. Die ursprüngliche Petroleumbeleuchtung wurde bei der Deutschen Reichsbahn durch eine elektrische Beleuchtung mit Turbogenerator ersetzt.